# Пилип Пилиповић
Пилип Пилиповић (Врточе, код Петровца, 1905 — Мостар, ?) био је учесник Народноослободилачке борбе, потпуковник ЈНА и носилац Партизанске споменице.

## Биографија
Пилип Пиља Пилиповић Дајановић рођен је 1905. године у Врточу (заселак Реџин крај), код Петровца, од оца Давида Даде и мајке Руже Дуде Чубрило са Пркоса. Мајка га је родила у 51. години. Потиче из земљорадничке породице. Отац Давид Дада био је земљорадник и занатлија, а учествовао је у борбама против Турака скупа са Голубом Бабићем. Синовац му је хроничар и пуковник ЈНА Никица Пилиповић. Пилип је одрастао у вишечланој породици, са оцем, мајком, пет браће и три сестре. Прије рата био је радник у Марсеју. На раду у Француској провео је 10 година. Из Марсеја је помагао шпанске борце, а постојале су и приче да је био члан Црне руке. Прије почетка Другог свјетског рата вратио се у родно Врточе. Био је ожењен Смиљаном Бјелић из Вођенице и са њом добио синове Лукицу, Јову и Милана. Лукица је погинуо у партизанима 1943. Јово је млад умро. Милан је био учесник НОБ и активини скојевац.
По окупацији Југославије, Пилип се укључио у припреме оружаног устанка 27. јула 1941. Од првих дана учествовао је у устаничким и герилским акцијама. Када је успостављена ослободилачка власт, Пилип је изабран за првог предсједника НОО Врточе. Највећи дио рата провео је као припадник Десете крајишке бригаде.
Члан КПЈ постао је 1942. године. Био је први секретар партијске организације у Врточу.
У рату је обављао више дужности. Почетком рата био је борац врточке чете, односно 2. чете 1. батаљона Треће крајишке бригаде. Године 1943. прелази у састав Десете крајишке бригаде.
Након рата служио је као официр у ЈНА. Пензионисан је у чину потпуковника.
Више пута је одликован. Носилац је Партизанске споменице 1941.
Са породицом је живио у Мостару. У Мостару је умро и тамо је сахрањен.